# Eumerus immarginatus
Eumerus immarginatus är en tvåvingeart som beskrevs av Macquart 1829. Eumerus immarginatus ingår i släktet månblomflugor, och familjen blomflugor.
Artens utbredningsområde är Frankrike. Inga underarter finns listade i Catalogue of Life.